# گروه اسمیتس
گروه اسمیتس (به انگلیسی: Smiths Group) شرکت خدمات مهندسی بریتانیایی است، که در زمینه تولید و عرضه سنسورهای تشخیصی، سیستم‌های فیلتراسیون، کوپلینگ، یاتاقانهای هیدرودینامیکی، تجهیزات پزشکی و قطعات الکترونیکی فعالیت می‌کند.
گروه اسمیتس از ۵ شرکت تابعه تشکیل شده‌است. اسمیتس دیتکشن؛ بزرگترین سازنده سنسور در جهان می‌باشد، که تولیدکننده انواع سنسورهای تشخیص مواد منفجره، سلاح، مواد شیمیایی، خطرات زیستی و مواد مخدر است.
شرکت جان کرن؛ که تولیدکننده محصولات مربوط به مهر و موم و ایزوله فرایندهای صنعتی است. اسمیتس مدیکال؛ تأمین‌کننده عمده دستگاه‌ها و تجهیزات پزشکی است. اسمیتس اینترکانکت؛ که در زمینه تولید عمده تجهیزات الکترونیکی و قطعات رادیویی فعالیت می‌کند و شرکت فلکس-تک؛ که تأمین‌کننده قطعات موردنیاز نیروگاه‌های حرارتی و توربین‌های گازی می‌باشد.
شرکت اسمیتس در سال ۱۸۵۱ توسط ساموئل اسمیت تأسیس شد و هم‌اکنون دارای عملیات در ۵۰ کشور جهان می‌باشد. دفتر مرکزی شرکت اسمیتس در شهر لندن، بریتانیا قرار دارد و بخشی از سهام آن در بازار بورس لندن معامله می‌شود.